# Граф де Валенсия-де-Дон-Хуан

Герб муниципалитета Валенсия-де-Дон-Хуан, провинция Леон, автономное сообщество Кастилия-Леон.

Граф де Валенсия-де-Дон-Хуан — испанский дворянский титул. Он был создан 17 мая 1398 года королем Кастилии Энрике III для Мартина Васкеса де Акуньи (1357—1417), который с 1397 года был женат на Марии де Португаль, 1-й сеньоре де Валенсия-де-Кампос, дочери и наследнице Жуана Португальского, 1-го герцога де Валенсия-де-Кампос.
Названия графского титула происходит от названия муниципалитета Валенсия-де-Дон-Хуан, провинция Леон, автономное сообщество Кастилия-Леон.
Луиза де Акунья и Мануэль, 5-я графиня де Валенсия-де-Дон-Хуан, была замужем за Хуаном Эстебаном Манрике де Лара и Кардона (1504—1558), 3-м герцогом де Нахера.

## Графы де Валенсия-де-Дон-Хуан

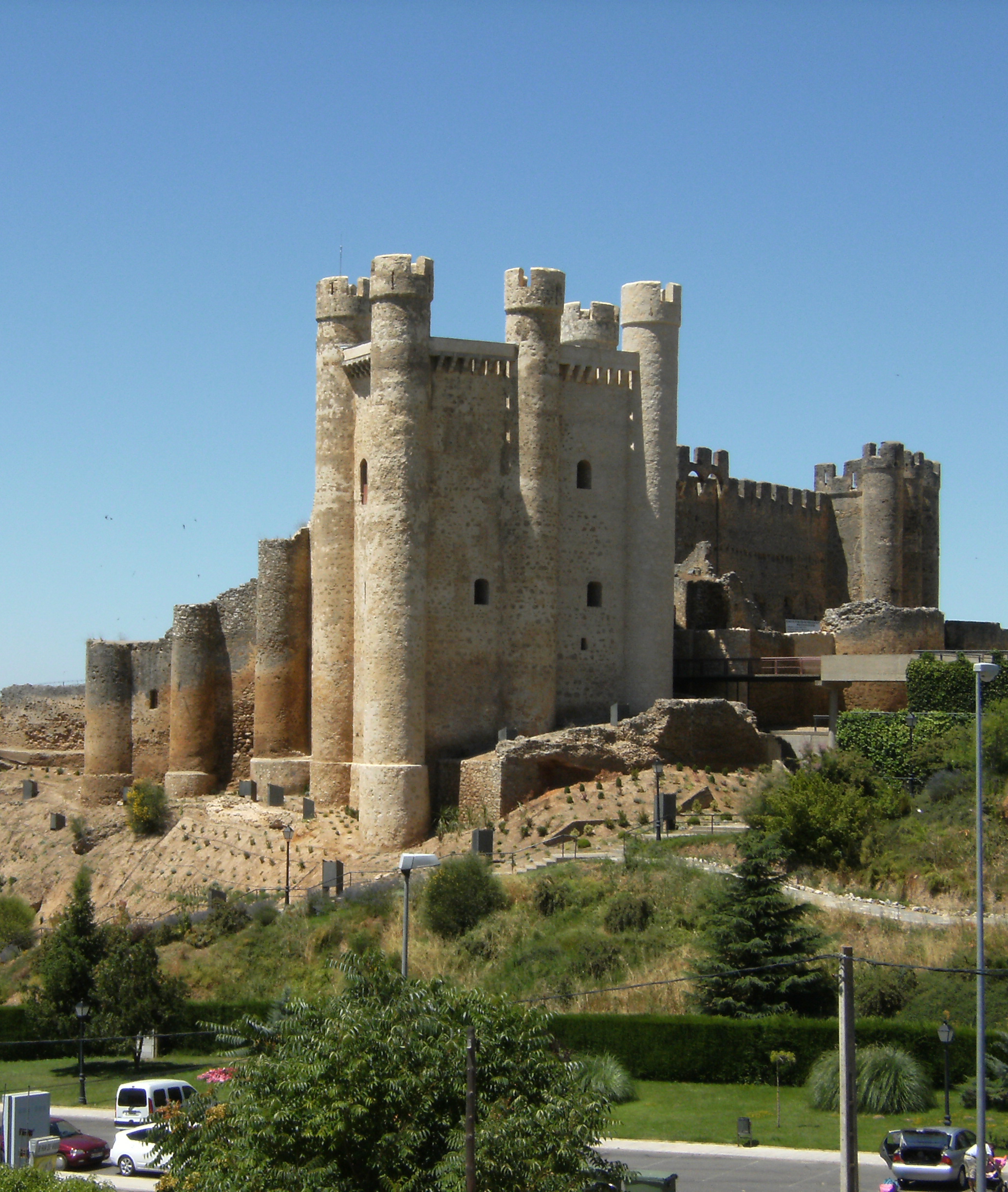
Замок Акунья, Валенсия-де-Дон-Хуан, провинция Леон, автономное сообщество Кастилия-Леон, Испания

- Мартин Васкес де Акунья (1360—1417), 1-й граф де Валенсия-де-Дон-Хуан. Сын Васко Мартинеса де Акуньи и его первой жены, Леонор Лопес де Альбергария

1. Супруга — Тереза Тельес-Хирон, дочь Алонсо Тельес-Хирона, сеньора де Сан-Роман, и Терезы Родригес де Аларкон
2. Супруга — Мария де Португаль, 1-я сеньора де Валенсия-де-Кампос, дочь Жуана Португальского, 1-го герцога де Валенсия-де-Кампос, и Констансы Энрикес де Кастилия, внебрачной дочери короля Кастилии Энрике II. Ему наследовал его старший сын от второго брака:

- Педро де Акунья и Португаль[исп.] (1390—1456), 2-й граф де Валенсия-де-Дон-Хуан

1. Супруга — Леонор де Киньонес, вторая дочь сеньора де Луна и Марии де Толедо
2. Супруга — Хуана де Суньига. Ему наследовал его старший сын от первого брака:

- Хуан де Акунья и Португаль[исп.] (1420—1475), 3-й граф де Валенсия-де-Дон-Хуан, 2-й герцог де Валенсия-де-Кампос

1. Супруга — Тереза Энрикес, дочь Энрике Энрике де Мендосы, 14-го графа де Альба-де-Листе, и Марии де Гусман. Ему наследовал его старший сын:

- Энрике де Акунья и Португаль (? — 29 января 1532), 4-й граф де Валенсия-де-Дон-Хуан

1. Супруга — Мария де Айяла и Сармьенто, дочь Фернана Переса де Айялы, сеньора де Айяла, и Марии де Сармьенто и Кастилия, сеньоры де Салинильяс
2. Супруга — Менсия Тельес-Хирон, дочь Хуан Тельес-Хирона, 2-го графа де Уренья, и Леонор де ла Вега и Веласко
3. Супруга — Альдонса Мануэль де Кастилия, 7-я сеньора де Бельмонте, дочь Хуана Мануэля де вильена, 4-го сеньора де Беельмонте, и Каталины де Рохас и Кастилия
4. Супруга — Беатрис де Бисеу. Ему наследовала его дочь от второго брака:

- Луиза де Акунья и Мануэль (8 января 1507 — 10 октября 1579), 5-я графиня де Валенсия-де-Дон-Хуан

1. Супруг — Хуан Эстебан Манрике де Лара и Кардона (1504—1558), 4-й граф де Тревиньо, 3-й герцог де Нахера, 12-й сеньор де Амуско. Ей наследовал их сын:

- Мануэль Педро Манрике де Лара и Акунья (10 апреля 1533 — 5 июня 1600), 6-й граф де Валенсия-де-Дон-Хуан, 4-й герцог де Нахера, 5-й граф де Тревиньо, 13-й сеньор де Амуско

1. Супруга — Мария Тельес-Хирон и ла Куэва, дочь Хуана Тельес-Хирона «Эль-Санто», 4-го графа де Уренья, и Марии де ла Куэвы и Толедо, 2-й герцогини де Альбуркерке. Ему наследовал их сын:

- Манрике де Лара (2 августа 1555 — 14 мая 1593), 7-й граф де Валенсия-де-Дон-Хуан , 19-й вице-король Каталонии

1. Супруга — Хуана Манрике де Лара и Фахардо (брак бездетный). Ему наследовала его сестра:

- Луиза Манрике де Лара (8 января 1558—1627), 8-я графиня де Валенсия-де-Дон-Хуан, 7-я графиня де Тревиньо, 5-я герцогиня де Нахера

1. Супруг — Бернардино де Карденас и Португаль (1553—1601), 3-й герцог де Македа, 4-й маркиз де Эльче, 21-й вице-король Каталонии. Ей наследовал их сын:

- Хорхе де Карденас и Манрике де Лара[исп.] (23 апреля 1584 — 30 октября 1644), 9-й граф де Валенсия-де-Дон-Хуан, 8-й граф де Тревиньо, 6-й герцог де Нахера, 4-й герцог Македа.

1. Супруга — Изабель де ла Куэва и Энрикес де Кабрера (ок. 1620—1657), дочь Франсиско Фернандеса де ла Куэвы, 7-го герцога де Альбуркерке, и Анны Энрикес де Кабреры. Ему наследовал его младший брат:

- Хайме Мануэль Манрике де Карденас (1586 — 24 июля 1652), 10-й граф де Валенсия-де-Дон-Хуан, 9-й граф де Тревиньо, 5-й герцог Македа, 7-й герцог де Нахера, 1-й маркиз де Бельмонте-де-лос-Кампос

1. Супруга — Инес Мария Манрике де Арельяно, дочь Фелипе Рамиреса де Арельяно, 7-го графа де Агилар-де-Инестрильяс, и Луизы Манрике. Ему наследовал их сын:

- Франсиско Мария Манрике де Карденас (? — 30 апреля 1656), 11-й граф де Валенсия-де-Дон-Хуан, 10-й граф де Тревиньо, 6-й герцог Македа.

- Тереза Антония Манрике де Лара и Мендоса (1590 — 17 февраля 1657), 12-я графиня де Валенсия-де-Дон-Хуан, 11-я графиня де Тревиньо, 9-я герцогиня де Нахера, 7-я маркиза де Каньете. Дочь Хуана Андреса Уртадо де Мендосы, 5-го маркиза де Каньете, и марии Манрике, герцогини де Нахера

1. Супруг — Фернандо де Фаро, 5-й сеньор де Вимиейру
2. Супруг — Хуан Антонио Суарес ле Мендоса, 3-й граф де Вильярдомпардо
3. Супруг — Хуан Мария Симон Тадео Бенито Антонио Луис Эусебио Донато де Борха и де Арагон (1621—1661)

- Антонио Манрике де Лара Мендоса Веласко и Акунья (1630 — 29 сентября 1676), 13-й граф де Валенсия-де-Дон-Хуан, 4-й граф де Ла-Ревилья, 12-й граф де Тревиньо, 10-й герцог де Нахера, 8-й маркиз де Каньете

1. Супруга — Изабель де Карвахаль
2. Супруга — Мария Микаэла де Техада Мендоса и Борха. Ему наследовал его сын от третьего брака:

- Франсиско Мигель Манрике де Веласко (5 ноября 1675 — 11 июля 1678), 14-й граф де Валенсия-де-Дон-Хуан, 5-й граф де Ла-Ревилья, 13-й граф де Тревиньо, 11-й герцог де Нахера, 9-й маркиз де Каньете.

- Николаса Манрике де Мендоса[исп.] (26 февраля 1672—1710), 15-я графиня де Валенсия-де-Дон-Хуан, 6-я графиня де Ла-Ревилья, 14-я графиня де Тревиньо, 12-я герцогиня де Нахера, 10-я маркиза де Каньете

1. Супруг — Бельтран Мануэль Велес де Гевара, сын Бельтрана Велеса де Гевары, 1-го маркиза де Кампо-Реаль, и Каталины Велес. Ей наследовал их дочь:

- Анна Мануэла Синфороса Манрике де Гевара и Веласко (28 июля 1692—1730), 16-я графиня де Валенсия, 7-я графиня де Ла-Ревилья, 15-я графиня де Тревиньо, 13-я герцогиня де Нахера, 11-я маркиза де Каньете.

1. Супруг — Педро де Суньига.
2. Супруг — Хосе де Москосо Осорио
3. Супруг — Гаспар Портокарреро (1687—1730), 6-й граф де Пальма-дель-Рио, 6-й маркиз де Альменара. Ей наследовал её сын от третьего брака:

- Хоакин Мария Портокарреро и Манрике де Гевара (1728—1731), 17-й граф де Валенсия-де-Дон-Хуан, 8-й граф де Ла-Ревилья, 7-й граф де Пальма-дель-Рио, 16-й граф де Тревиньо, 14-й герцог де Нахера, 7-й маркиз де Альменара, 12-й маркиз де Каньете.

- Хоакин Каэтано Понсе де Леон (? — 1743), 18-й граф де Валенсия-де-Дон-Хуан, 8-й граф де Байлен, 8-й граф де Касарес, 8-й герцог Аркос, 11-й герцог Македа, 10-й маркиз де Сахара. Сын Хоакина Понсе де Леон Ленкастре и Карденаса (1666—1729), 7-го герцога де Аркос, и Анны Марии Спинолы и де ла Серды.

1. Супруга — Мария Тереза Хосефа де Сильва Мендоса и Аро, 8-й герцог де Франкавилья. Их брак был бездетным. Ему наследовал его младший брат:

- Мануэль Понсе де Леон (5 мая 1720—1744), 19-й граф де Валенсия-де-Дон-Хуан, 9-й граф де Байлен, 9-й граф де Касарес, 9-й герцог Аркос, 12-й герцог Македа, 11-й маркиз де Сахара.

- Франсиско Понсе де Леон (? — 1763), 20-й граф де Валенсия-де-Дон-Хуан, 10-й граф де Байлен, 10-й граф де Касарес, 10-й герцог Аркос, 13-й герцог Македа, 12-й маркиз де Сахара

1. Супруга — Мария дель Росарио Фернандес де Кордова и Монкада (1732—1773), дочь Луиса Антонио Фернандеса де Кордовы и Спинолы, 11-го герцога де Мединасели, и Терезы де Монкады и Бенавидес, 8-й маркизы де Айтона и де Каминья. Их брак был бездетным. Ему наследовал его младший брат:

- Антонио Понсе де Леон[исп.] (1726 — 14 сентября 1780), 21-й граф де Валенсия-де-Дон-Хуан, 11-й граф де Байлен, 11-й граф де Касарес, 11-й герцог Аркос, 1-й герцог де Баньос, 14-й герцог Македа, 13-й маркиз де Сахара

1. Супруга — Мария де Сильва Базан и Сармьенто (1739—1484), дочь Педро де Сильвы-Базан и Алагон, 8-го маркиза де Санта-Крус-де-Мудела, и Марии Каэтаны Сармьенто Веласко и Давилы, 5-й графини де Пье-де-Конча.

- Мария Исидра Манрике де ла Серда и Гусман (22 марта 1742 — 7 декабря 1811), 22-я графиня де Валенсия-де-Дон-Хуан, 14-я графиня де Паредес-де-Нава, 22-я графиня де Тревиньо, 19-я герцогиня де Нахера, 6-я маркиза де ла Лагуна-де-Камео-Вьехо. Дочь Исидро Мануэля де ла Серды и Тельес-Хирона, 5-го маркиза де ла Лагуна-де-Камеро-Вьехо, и Терезы Марии Клары де Гусман и Гевара.

1. Супруг — Диего Вентура де Гусман и Фернандес де Кордова[исп.] (1738—1805), 9-й граф де Аньовер-де-Тормес, 8-й граф де Аркос, 14-й граф де Оньяте, 7-й граф де Вильяумброса, 15-й маркиз де Агилар-де-Кампоо, 20-й маркиз де Кастаньеда, 9-й маркиза де Кастронуэво, 6-й маркиз де Гевара, 7-й маркиз де Монтеалегре, 8-й маркиз де Кинтана-дель-Марко, 8-й маркиз де Вильямедьяна.

- Диего Исидро де Гусман и де ла Серда[исп.] (2 июня 1776 — 12 декабря 1849), 23-й граф де Валенсия-де-Дон-Хуан, 10-й граф де Аньовер-де-Тормес, 9-й граф де лос Аркос, 15-й граф де Оньяте, 15-й граф де Паредес-де-Нава, 20-й герцог де Нахера, 16-й маркиз Агилар-де-Кампоо, 8-й маркиз де Монтеалегре, 9-й маркиз де Кинтана-дель-Марко, 6-й маркиз де Гевара.

1. Супруга — Мария дель Пилар де ла Серда и Марин де Ресенде (1777—1812), дочь Хосе Марии де ла Серды и Сернесио, 5-го графа де Парсент, и Марии дель Кармен Антонии Марин де Ресенде Фернандес де Эредия, 5-й графини де Бурета
2. Супруга — Мария Магдалена Текла Кабальеро и Террерос (1790—1865), дочь Хуана Фернандо Кабальеро, и Хулианы де Террерос. Ему наследовала его дочь от второго брака:

- Аделаида де Гусман и Кабальеро (1827—1901), 24-я графиня де Валенсия-де-Дон-Хуан

1. Супруг — Хуан Баутиста Крук де Наваррот (1839—1904), сын Мигеля Крука и Бенитаса де Кастаньеды и Маргаириты Наваррот и Мартинес. Ей наследовала их дочь:

- Аделаида Крук и Гусман (? — 1917), 25-я графиня де Валенсия-де-Дон-Хуан

1. Супруг — Гильермо Хоакин де Осма и Скуль (1853—1922). Их брак был бездетным.

- Карлос Травеседо и Гарсия-Санчо (30 мая 1895—1925), 26-й граф де Валенсия-де-Дон-Хуан.

- Хайме Травеседоо и Гарсия-Санчо (22 сентября 1907 — 14 января 1961), 27-й граф де Валенсия-де-Дон-Хуан,

1. Супруга — Бланка Роза Вальес и Гомес-Пардо (брак бездетен).

- Сантьяго де Травеседо и Колон де Карвахаль (13 июля 1953 — 10 апреля 2013), 28-й граф де Валенсия-де-Дон-Хуан

1. Супруга — Мария де ла Соледад Седрун Кастельяно.

- Соледад Травеседо и Седрун (род. 1989), 29-я графиня де Валенсия-де-Дон-Хуан.